# Карл Альвар Віртанен
| Відкриті астероїди: 8 | Відкриті астероїди: 8 |
| --------------------- | --------------------- |
| 1600 Висоцький        | 22 жовтня 1947        |
| 1685 Торо             | 17 липня 1948         |
| 1747 Райт             | 14 червня 1947        |
| 1863 Антіной          | 7 березня 1948        |
| 1951 Лік              | 26 червня 1949        |
| 2044 Вірт             | 8 листопада 1950      |
| 6107 Остерброк        | 14 січня 1948         |
| (29075) 1950 DA       | 22 лютого 1950        |

Карл Альвар Віртанен (англ. Carl Alvar Wirtanen; 11 листопада 1910 — 7 березня 1990) — американський астроном, першовідкривач комет і астероїдів, який працював у Лікській обсерваторії, Каліфорнія.
У період 1947 по 1950 роки їм було виявлено в цілому 8 астероїдів. У числі відкритих ним астероїдів відразу три астероїди з групи Аполлона, зокрема астероїд (29075) 1950 DA, максимальне зближення з Землею якого відбудеться в 2880, а також 1685 Торо та 1863 Антіной. Крім цього він є першовідкривачем короткоперіодичної комети 46P/Віртанена. Разом з Дональдом Шейном створив каталог галактик.
На знак визнання заслуг Карла Віртанена одному з астероїдів було присвоєно його ім'я 2044 Вірт.